# Negozio Olivetti (New York)
Il negozio Olivetti di New York è stata un'architettura a due piani ubicata al n. 584 della Fifth Avenue, opera degli architetti  Ernesto Rogers, Enrico Peressutti e Lodovico Barbiano di Belgiojoso dello studio milanese BBPR per la parte architettonica e dallo scultore Costantino Nivola per la parte decorativa. Inaugurato nel 1954, è stato chiuso negli anni settanta e poi demolito.

## Storia
L'allestimento del negozio venne commissionato nel 1953 da Adriano Olivetti allo studio BBPR e a Costantino Nivola, il noto artista sardo che l'imprenditore conosceva bene in quanto era stato prima della guerra direttore dell'ufficio grafico della Olivetti, per la quale aveva già realizzato le decorazioni del padiglione italiano presso l'Esposizione Universale di Parigi (Exposition Internationale de Arts et Techniques dans la Vie Moderne).
Il negozio consta di un largo ambiente unico al primo piano, che comprende quasi senza interruzioni la vetrina arretrata sotto al palazzo che crea uno spazio coperto in cui è collocata una Lettera 22 che introduce a un ambiente rettangolare, in cui sono esposte le varie macchine da scrivere su un tavolo marmoreo a mezzaluna. In fondo al locale vie è una scala che porta al mezzanino, in cui ci sono uffici per i dipendenti.